# Flaming Gorge
Flaming Gorge è un census-designated place (CDP) degli Stati Uniti d'America, situato nello Stato dello Utah, nella contea di Daggett. Secondo il censimento del 2020 gli abitanti di Flaming Gorge ammontavano a 72.